# جسر نف

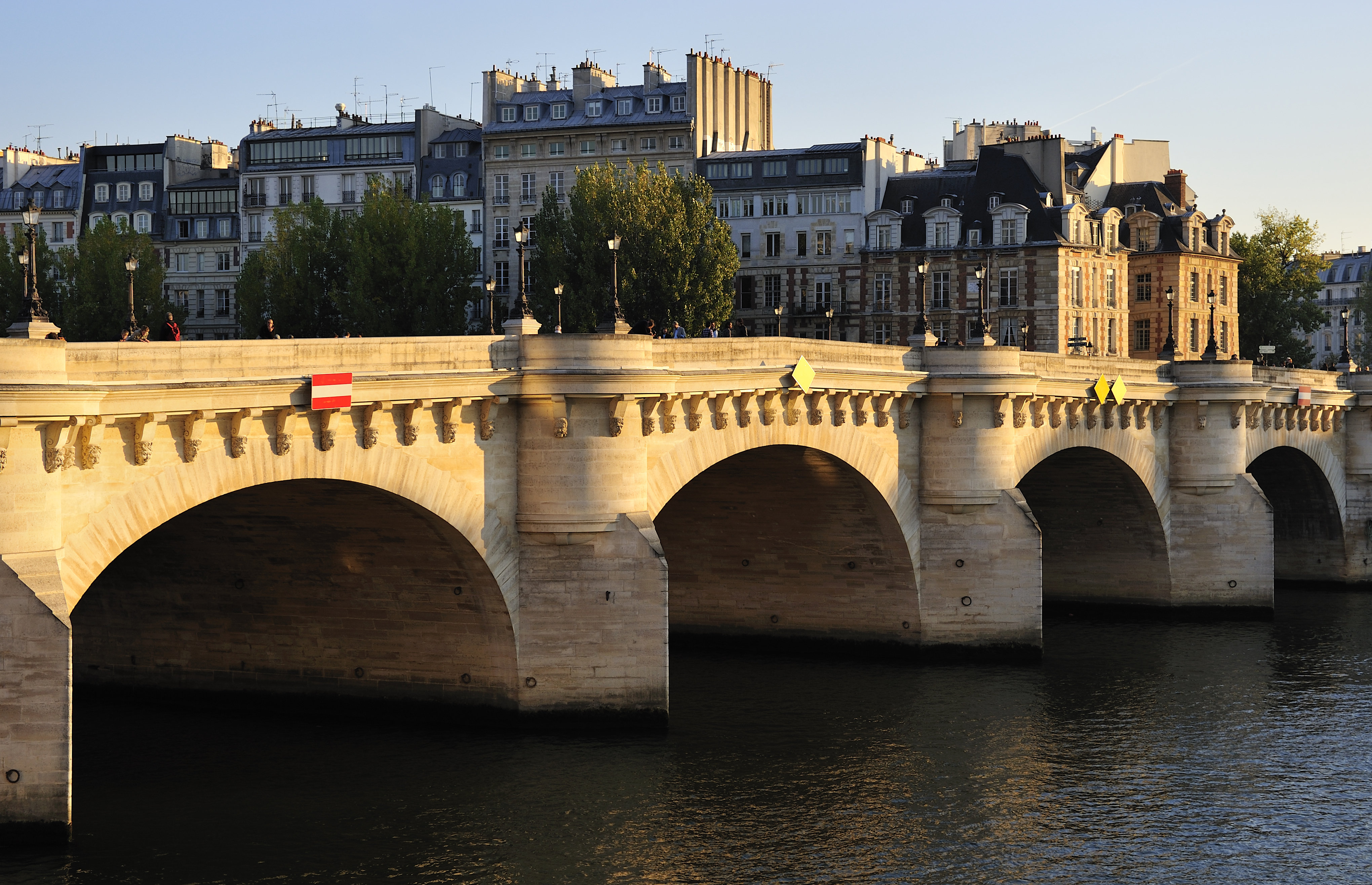
بون نوف في وقت الغروب

 جسر نُف  (بالفرنسية: Le pont Neuf) أو بون نوف، ويعني «الجسر الجديد»، وعلى الرغم من اسمه، فهو أقدم الجسور الموجودة في باريس. يعبر نهر السين إلى الطرف الغربي من إيل دو لا سيتي أو جزيرة المدينة.
بني في أواخر القرن السادس عشر وانتهى في السابع عشر في وقت مبكر، فإنه يدعى بهذا الاسم لأنه نمط الجديد من الجسور لديه رصيف يفصل المشاة والمارة والفقراء عن الممر الذي تمشي به الخيول والعربات وبالتالي كان جديداً في فكرته. وهو أيضا أول جسر من الحجر في باريس والذي يجتاز بشكل كامل نهر السين وذلك لأنه كان يوجد جسور تعبر بين الحزيرة وبقية المدينة ولكن ليس بشكل مستمر مثل هذا الجسر الجديد.
هذا المعلم هو موضوع تصنيف كالمعالم التاريخية منذ 1889. وفي عام 1991، تم إدراجه على قائمة التراث العالمي لليونسكو، مع كل ضفاف نهر السين في باريس.
وهو يعتبر كأحد المعالم السياحية والمواقع الأثرية في باريس.

## الموقع

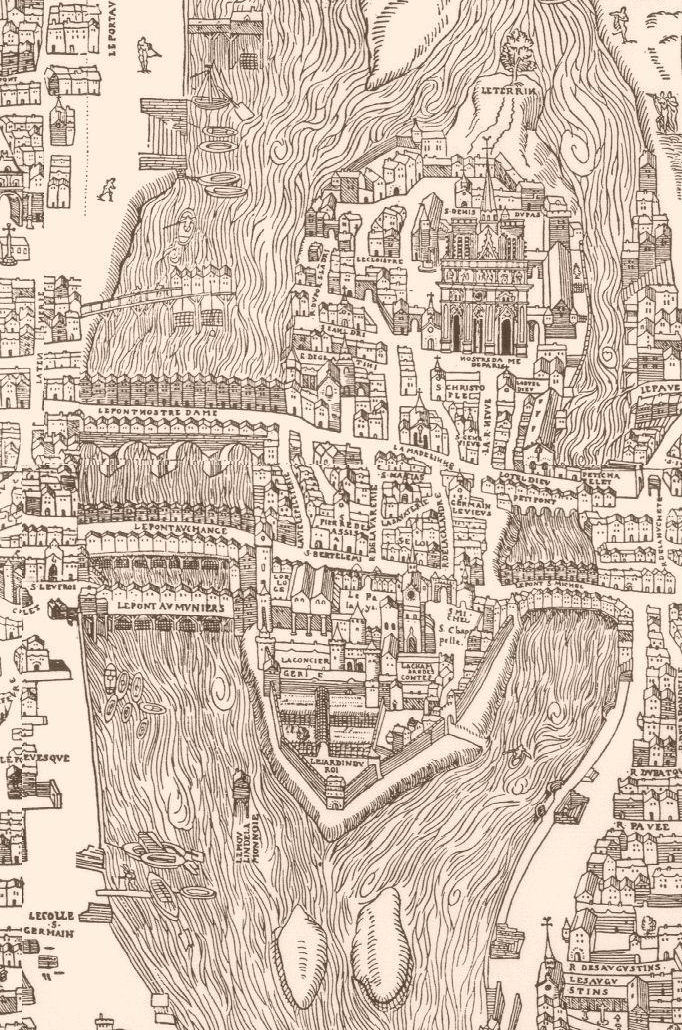
صورة تاريخية لجزيرة المدينة ومكان الجسر في أسفلها على الرأس وبعد جزيرتان صخيرة كانت تسميان جزيرة اليهود

يقع في قلب باريس في الحي اللاتيني ويصل الطرف اليساري لباريس مع الطرف اليميني لها عند رأس جزيرة المدينة. وقربه محطة مترو بون نف

## التاريخ
جسر نوف أو «بون نوف» حاليا هو أقدم جسر في باريس. وهو جسر ثالث أطول جسر في باريس (238 م).
احتفظ باسمه الذي منح إياه عفويا في وقت بنائه. وتقرر في 2 تشرين الثاني 1577 من ذلك العام، وقد عيّن هنري الثالث لجنة لضمان البناء السلس للجسر ومراقبة العمل. وأعطلى لكلود مارسيل، وظيفة المراقب العام للمالية، ومكلف بالاتصال بينه وبين مجلس بينهما.
في 16 آذار / مارس 1578، سمح بالبناء بعد خطاب البدء للملك، الذي وضع حجر الأساس للهيكل 31 أيار/مايو من السنة التالية بحضور الملكة الأم كاترين دي ميديسيس والملكة لويز لورين.
وسوف يستمر بنائه حتى عام 1607، في عهد هنري الرابع. لكن المشروع تأخر بسبب انتفاضة المدينة ضد الملك، ووجب تعليق العمل لمدة عشر سنوات، 1588-1598. في 1599، أمر هنري الرابع باستئناف العمل.

## البناء عليه

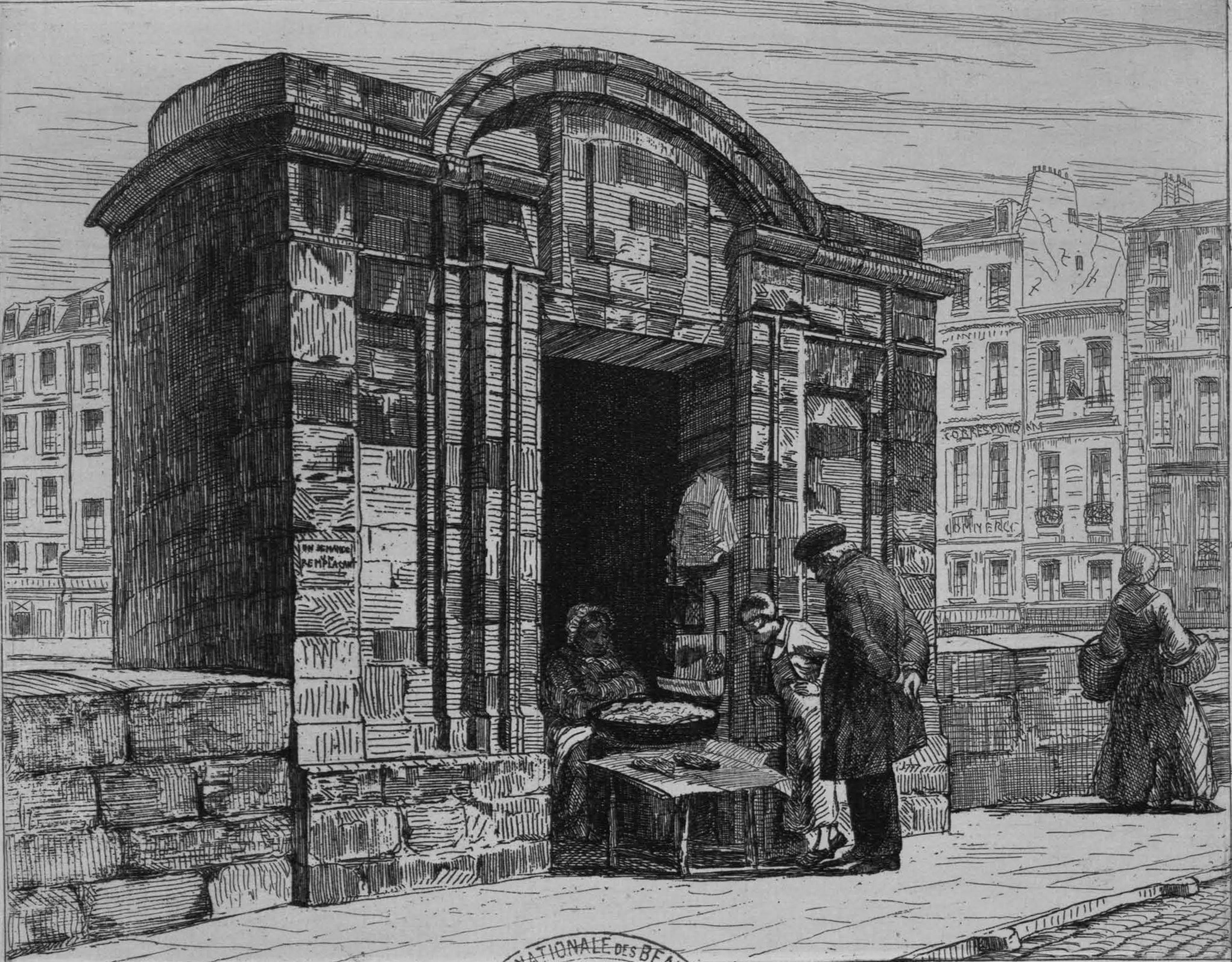
محل تجاري على الجسر في عام 1848

هو من الجسور التي كان عليها في ذلك الوقت محلات تجارية وهذا النمط من الجسور كان سائداً آنذلك، ومازالت أماكن المحلات موجودة حتى اليوم.

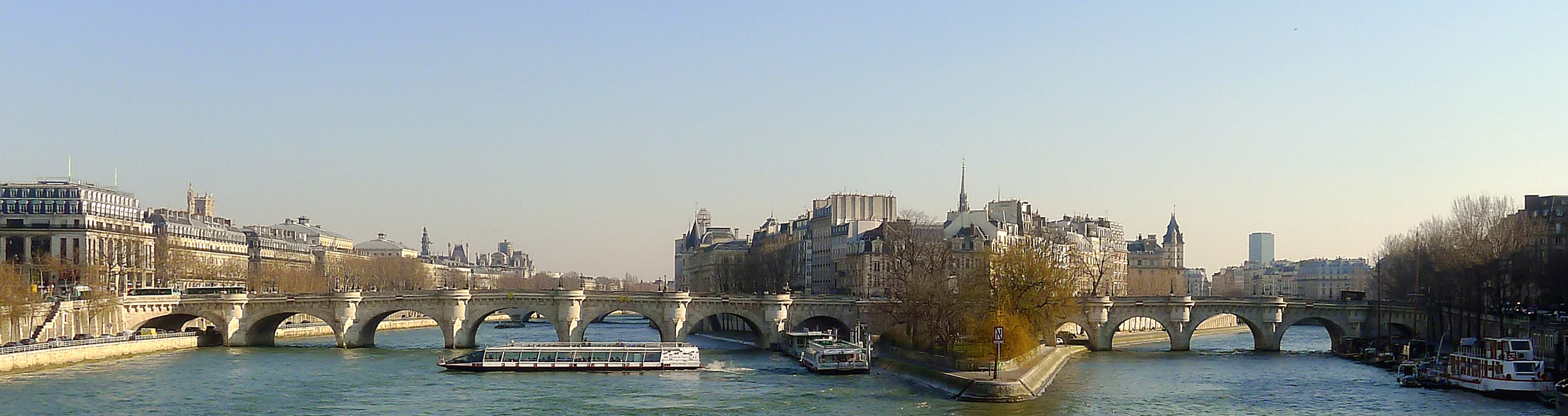
الجسر كاملاً